# Porricondyla carolina
Porricondyla carolina är en tvåvingeart som beskrevs av Ephraim Porter Felt 1908. Porricondyla carolina ingår i släktet Porricondyla och familjen gallmyggor.
Artens utbredningsområde är North Carolina. Inga underarter finns listade i Catalogue of Life.